# یاتیوهرا
یاتیوهرا (به لاتین: Yatiwehera) یک منطقهٔ مسکونی در سری‌لانکا است که در استان مرکزی (سری‌لانکا) واقع شده‌است.